# Доленга-Ходаковский, Зориан
Зориа́н Доле́нга-Ходако́вский (настоящее имя — Адам Чарноцкий; 24 декабря 1784, село Подгайная, Кореличский район ― 17 ноября 1825, с. Петровское, Тверской уезд, Тверской губернии) ― польский славяновед, археолог, фольклорист, этнограф и диалектолог.
Зачинатель научной археологии в Подмосковном регионе. Один из представителей славянской школы — направления российской историографии, представители которого стремились доказать глубокую древность и исконную высокую цивилизованность славян в целом и русских в частности.

## Биография
Родился в селе Подгайная близ Несвижа в районе Новогрудка. Происходил из шляхетской семьи, отец ― Якуб Чарноцкий, эконом и арендатор в панских поместьях, мать ― Секундина Бородич. Начальное домашнее воспитание получил в доме Ксаверия Чарноцкого, затем в Слуцком католическом училище.
В 1801 году переехал в Минск, работал домашним учителем, самостоятельно изучал право. В 1802—1804 годах проходил юридическую практику в Новогрудке, в конце 1805 года сдал экзамен по юриспруденции. В 1807 году поступил управляющим имения Вороничи, принадлежавшем бывшему воеводе новогрудскому графу Юзефу Неселовскому. В 1814—1818 годах работал библиотекарем Кременецкого лицея, в библиотеке опекуна Виленского учебного округа Адама Чарторыйского в Пулавах Люблинского воеводства. В минских архивах изучал местные акты и грамоты.
Отвечая на письмо звавшего его в наполеоновскую армию племянника графа Неселовского, Чарноцкий писал, что приедет весной 1809 года «под стяги белых орлов, под приказания самого ума [Наполеона], чтобы служить любимой Отчизне». Письмо было перехвачено, и Адама арестовали и после допроса отправили в Санкт-Петербург, в Петропавловскую крепость. По решению суда был пожизненно определён в солдаты и отправлен в Омск. В 1811 году дивизию перевели в Бобруйск. Здесь Чарноцкий решил бежать: бросил одежду на берегу Березины, чтобы его посчитали утонувшим, пробрался в Варшаву и передал французам план Бобруйска. Его определили писарем батальонной канцелярии в корпус маршала Даву.
После поражения Наполеона Чарноцкий скрывался на Волыни, взяв себе имя Доленга-Ходаковский. В усадьбе Тадеуша Чацкого в Порицке он познакомился с рукописными материалами по этнографии, фольклору и языку Литвы и Беларуси.
Особенную роль в судьбе Чарноцкого сыграл князь Адам Чарторыйский, пославший его в Краковский университет знакомиться с польской исторической наукой. Некоторое время Доленга-Ходаковский провёл в Галиции, на Львовщине, в Киеве, Чернигове и Гомеле, занимаясь описанием древностей и сбором фольклора.
Путешествовал по Польше, Галиции и Полесью. 14 декабря 1818 года впервые в Белоруссии получил от Виленского университета открытый лист на право проведения археологических раскопок. Исследовал городища в Полоцке, Витебске, Турове, Бобруйском уезде, окрестности Бреста, Гомеля, Могилёва и деревни Старое Село Витебского повета, производил записи фольклора, местных диалектов, обрядов.
В 1819 году Ходаковский стал членом Варшавского товарищества друзей науки и Петербургского Вольного общества любителей российской словесности, а годом позже — Московского общества истории и древностей Российских.
Получив в 1819 году от Адама Чарторыйского деньги и рекомендации к президенту Петербургской академии наук графу Сергею Уварову, отправился в Петербург, по пути останавливаясь в Рогачёве, Быхове, Витебске и других местах. В поездке он встретил Констанцию Флеминг; в Пскове пара обвенчалась. Поездка в Петербург оказалась успешной: работы Зориана Доленги-Ходаковского вызвали интерес графа Н. П. Румянцева и князя А. Н. Голицына, министра народного просвещения. Составленный Ходаковским проект археологического путешествия по России был передан на рассмотрение Н. М. Карамзину и в Главное управление училищ, был одобрен и 4 июля 1820 года удостоен Высочайшего утверждения.
Путешествие началось в августе 1820 года, а в 1822 года Ходаковский прислал в Петербург донесение о результатах своего путешествия, которое было отдано на рассмотрение К. Ф. Калайдовичу, известному археологу и филологу. До этого, осенью 1821 года, Доленга-Ходаковский поселился в Москве, где у него сложились дружеские отношения с Михаилом Погодиным, Петром Киреевским, Константином Калайдовичем, а также издателем «Московского телеграфа» Николаем Полевым. Калайдович дал неблагоприятный отзыв теории городищ Ходаковского. Вследствие этого Доленга-Ходаковский лишился правительственной поддержки и одновременно почти всяких средств к существованию, влез в долги и вынужден был переехать управляющим в село Петровское Тверского уезда, принадлежащее помещику Мацкевичу, где умер 17 ноября 1825 года.

## Научная работа
На формирование научных взглядов Зориана Доленги-Ходаковского как историка ещё в юности оказала книга Тадеуша Чацкого «О литовских и польских правах…» и переписка с учёным. Чацкий был генеральным визитатором (инспектором) школ Волынской, Киевской и Подольской губерний, одним из создателей Виленского университета и Кременецкой гимназии. После смерти Чацкого в 1818 году попечитель Виленской учебной округи Адам Чарторыйский забрал его библиотеку себе в Пулавы.
В наиболее значительной работе «О славянщине до христианства» (1818) Доленга-Ходаковский впервые сделал попытку дать картину древнеславянского быта, культуры и народного творчества в дохристианский период, наметил программу комплексных исследований славянских и соседних народов. В «Розысканиях касательно русской истории» (1819) критиковал некоторые положения начальных томов «Истории государства Российского» Н. М. Карамзина, уточнил факты, связанные с историей Белоруссии (в последующих изданиях Карамзин учёл их).
В «Проекте учёного путешествия по России для понимания древней славянской истории» (1820) и «Исторической системе Ходаковского» (опубликовано в 1838) обосновал археологическую теорию городищ, принципы сбора фольклора и диалектной лексики, определил территорию распространения украинского и белорусского языков. Первым описал Дьяково городище и выявил некоторые другие доисторические памятники Центральной России.
Доленга-Ходаковский впервые в славистике показал роль топонимики для исторических исследований, составил реестр общеславянских топонимов. Большинство его трудов не опубликовано: собрание белорусских (около 500) и русских песен, записи заговоров, загадок, словари, материалы по славянской этнографии, диалектологии, топонимике, археологии.
Фольклорное собрание Доленги-Ходаковского ― самое богатое собрание произведений славянской народной поэзии того времени как по количеству записей, так и по географическому охвату. Это первая попытка систематизации славянского фольклора с его жанровой разновидностью.
Работы Доленги-Ходаковского повлияли на научную деятельность Адама Киркора, Петра Киреевского и других. Его научная и собирательская деятельность стала образцом и программой для ряда научно-литературных объединений. Многие выдвинутые им славяноведческие проблемы (этногенез, прародина славян) актуальны и в настоящее время.
Являлся членом научных обществ: варшавского Товарищества друзей наук (1819), Петербургского Вольного общества любителей российской словесности (1819), Московского общества истории и древностей Российских (1820).

## Комментарии
1. ↑  По мнению профессора В. М. Воробьёва[1], речь идёт о селе Петровское Тверского уезда (ныне Калининского района):

Наши предварительные поиски склоняют нас к тому, что речь идет о селе Петровском, находящемся в 25 километрах к югу от Твери, у Волоколамского шоссе. В середине XIX века оно принадлежало баронам Бухгольцам, затем семейству Вейдеманов. Необходимо выяснить, кто владел им в начале 1820-х годов.